# Ekertensiometer
Ekertensiometer är ett instrument för att mäta ekerspänningen i ett ekrat cykelhjul på ett objektivt och repeterbart sätt. Då kan man lätt kontrollera om det förspända hjulet är starkt och hållbart.
En ekertensiometer kan antingen användas för att jämföra den relativa ekerspänningen mellan olika ekrar i ett hjul eller för att bestämma den absoluta ekerspänningen. I det senare fallet får man gå in i en medföljande kalibreringstabell för att kunna omvandla det avlästa värdet till den absoluta ekerspänningen.    

## Några tillverkare
- Park Tool
- Wheelsmith
- Hozan
- DT